# Jelena Vlagyimirovna Kondakova
Jelena Vlagyimirovna Kondakova (oroszul: Елена Владимировна Кондакова) (Mityiscsi, Moszkvai terület, 1957. március 30.–) szovjet/orosz űrhajósnő, fedélzeti mérnök.

## Életpálya
1974-ben Kalinyingrádban érettségizett. A Moszkvai Bauman Műszaki Főiskolán (MSTU) 1980-ban speciális (repülőgép) gépgyártás szakon szerzett diplomát. Az NGO Energia vállalatnál mérnökként a műveletek ellenőrzési csoportjában dolgozott. 1981-ben a Szaljut-program keretében a vészhelyzetek megoldásának problémáján dolgozott. 1983-ban a Nemzeti Egyetemen politikai diplomát szerzett. 1985-ben házasságot kötött Valerij Viktorovics Rjumin űrhajóssal.
1989. január 25-től részesült űrhajóskiképzésben. Kettő űrszolgálat alatt összesen 178 napot, 10 órát, 42 percet és 23 másodpercet töltött a világűrben. Űrhajós pályafutását 1999. december 30-án fejezte be.
2000-től az orosz parlament, a Duma tagja, 2007-ben újraválasztották. 2006-ban az orosz külügyminisztérium javaslatára a Diplomáciai Akadémián szerzett diplomát. Svájcba helyezték, ahol Oroszország kereskedelmi képviselője

## Űrrepülések
- Szojuz TM–20 űrhajón fedélzeti mérnök. Összesen 169 napot, 5 órát, 21 percet és 35 másodpercet szolgált a világűrben.
- STS–84 az Atlantis űrrepülőgép 19. repülésének küldetésfelelőse. A 6. repülés a  Shuttle–Mir program keretében. Több mint 4 tonna élelmiszert, kutatási eszközöket, műszereket szállított az űrállomásra. SpaceHab mikrogravitációs laboratóriumban több kereskedelmi kutatási, kísérleti, anyag előállítási programot teljesítettek. Második űrszolgálata alatt összesen 9 napot, 5 órát és 20 percet (221 óra) töltött a világűrben.  6 000 000 kilométert repült, 144 alkalommal kerülte meg a Földet.

### Tartalék személyzet
Szojuz TM–9 fedélzeti mérnök

## Kitüntetések
- Megkapta az Arany Csillag kitüntetést.